# Rijksstad Schwäbisch Hall
De rijksstad Schwäbisch Hall (Duits: Reichsstadt Schwäbisch Hall), was van 1276 tot 1803 een rijksstad binnen het Heilige Roomse Rijk. In 1500 werd de stadstaat tijdens de rijkshervorming ingedeeld bij de Zwabische Kreits.

## Geschiedenis
De plaats Halle wordt voor het eerst in 1037 vermeld. In de twaalfde eeuw valt het van de graven van Komburg aan de Hohenstaufen. Keizer Frederik I Barbarossa verleent Schwäbisch Hall stadsrecht. In die tijd was het een van de belangrijke muntplaatsen van het Duitse Rijk. (de muntsoort Heller is naar de stad genoemd). In 1276 verwerft de stad de status van Rijksstad en in 1280 weet zij zich geheel vrij te maken van de Schenken van Limpurg. In 1382 wordt het schoutambt verworven. De reformatie wordt in 1522 ingevoerd.
In de Reichsdeputationshauptschluss van 25 februari 1803 wordt in paragraaf 6 de inlijving bij het keurvorstendom Württemberg vastgesteld.
Het gebied van de rijksstad omvatte naast de stad ook Kirchberg, Ilshofen, delen van Künzelsau, Honhardt, Velberg en sinds 1541 ook de burcht Limpurg.